# Puesto Cortaderas
Puesto Cortaderas és un petit con volcànic aïllat de l'Argentina, a la província del Neuquén. Es troba al Cinturó volcànic dels Andes. El cim s'eleva fins als 970 msnm.